# 美國梭魚級潛艇 (1951年)
梭魚級潛艇（英語：Barracuda-class submarine，原名「K-1」級潛艇）是「嘉陽計劃(Project Kayo)」的產物。此計劃是美國海軍一項於二戰後立即展開的研究及發展計劃，目的是要「解決使用潛艇摧毀敵方潛艇的問題」。梭魚級潛艇原來的船身分類代號就是「SSK」，意謂「獵艇潛艇」（Hunter-Killer Submarine）。
當時蘇聯潛艇的急遽發展成為美國海軍的重大威脅。蘇聯海軍在戰後獲得納粹德國海軍的XXI級潛艇及其他先進潛艇，並且當局預計蘇聯將會大量生產它們的衍生型級。1948年，面對數百艘預計將於1960年服役的先進蘇聯潛艇，美國海軍對所需的反潛戰潛艇數量進行預算。以下兩個不同可能性均被考慮：第一個假想情形較為合理，估計蘇聯會加建360艘潛艇；第二個假想情形對美軍來說則是個惡夢——蘇聯會以從前納粹德國建造U型潛艇的速度，建立一個擁有2000艘潛艇的大型艦隊。為著前者，美軍預期它們會以250艘SSK潛艇加以對抗，而後者則是970艘。相比之下，二戰後美國所有的潛艇數量（不包括那些過時的訓練潛艇）只是剛超出200艘。
新建的三艘梭魚級潛艇原本分別名為「K-1」、「K-2」和「K-3」，舷號則分別為「SSK-1」、「SSK-2」和「SSK-3」；後來，她們於1955年12月分別被重新命名為「梭魚」、「鱸魚」和「狐鰹」。1959年，梭魚號的舷號改為「SST-3」(SST指訓練潛艇)。1964年，她的主要聲納裝置被拆除。最後，在1973年，她的舷號被改成「SS-T3」；基於某些原因，海軍當局仍想把梭魚號列為攻擊潛艇。鱸魚號在1957年被除役，而狐鰹號翌年亦退役；兩者舷號於1959年分別改為「SS-551」和「SS-552」。

## 設計
梭魚級反潛獵殺潛艇在設計上比當時的攻擊潛艇更小、更簡單、更易於建造。當局期望它們能夠以低成本大量生產，以致海軍能擁有與增長中的「蘇聯版」XXI級潛艇艦隊作戰的能力。並且，這級潛艇的簡單設計亦是為了使未曾建造過潛艇的造船廠、甚至具備大量生產大型飛機經驗的飛機製造商，也可以建造這些潛艇。
「嘉陽計劃」帶來的重要革新項目是一具稱為「BQR-4」的低頻艦首被動聲納系統。此系統在設計上本來是要包圍著指揮塔的；但是，將「BQR-4」安裝在虎鯨號（SS-523）上測試後，當局發現潛艇本身的噪音大大減少了聲納搜索範圍，因此「BQR-4」後來被移到艦首。由於「BQR-4」的大型聲納音鼓佔據了艦首魚雷管以上的空間，梭魚級潛艇的魚雷管仍然依傳統留在艦首。

## 服役情況
1951-53年期間，七艘經改裝的貓鯊級潛艇加入了梭魚級潛艇的獵艇潛艇（SSK）部隊中；它們原來的六具魚雷發射管和四具柴油引擎如今都分別只剩兩具。
1955年，核潛艇問世；它們帶來反潛戰的革命，亦同時帶來了梭魚級潛艇的結局。鸚鵡螺號（SSN-571）在該年開始服役，而蘇聯海軍亦在三年後以他們的十一月級核潛艇作為回應。由於核潛艇能夠在深海高速航行，只具備常規動力的SSK因此形同廢鐵——淺水中也許例外。隨著核動力攻擊潛艇的發展和部署，它們成為反潛戰的主角。前述十艘獵艇潛艇隨即在1957-59年間被改作其他用途或退役。
獵艇潛艇計劃（尤其是梭魚級）因此在服役短短幾年後隨即被取締。但是，她們的聲納被證實極其優異，有著良好的聲納偵搜範圍，足以對付那些仍使用通氣管的常規動力潛艇；因此這套「BQR-4」聲納仍應用在貓鯊級潛艇和早期的核動力潛艇，及少數的柴電潛艇上。在後來的長尾鯊級核潛艇及其後的核子攻擊潛艇（SSN）上，上聲納艦首聲納陣列最終換成艦首球型聲納，而魚雷管則因此和艦身形成相當角度，並移至船舯處。
1958年，作為「硬麪包一號計劃」的一部分，狐鰹號在南太平洋的埃內韋塔克環礁被用作核試驗靶艦。不過，這只是一個震盪測試，而不是一個毀滅測試，所以只有船上的電子設備受損而已。

## 同級列表
| 建造時艦名及舷號 | 建造者           | 安放龍骨日期  | 下水日期      | 展開服役日期   | 艦名（1955年） | 舷號（1959年） | 結局           |
| ---------------- | ---------------- | ------------- | ------------- | -------------- | -------------- | -------------- | -------------- |
| K-1（SSK-1）     | 通用動力電船     | 1949年7月1日  | 1951年3月2日  | 1951年11月10日 | 「梭魚」       | SST-3          | 1974年出售拆解 |
| K-2（SSK-2）     | 馬雷島海軍造船廠 | 1950年2月23日 | 1951年5月2日  | 1951年11月16日 | 「鱸魚」       | SS-551         | 1966年出售拆解 |
| K-3（SSK-3）     | 馬雷島海軍造船廠 | 1950年5月19日 | 1951年6月21日 | 1952年1月11日  | 「狐鰹」       | SS-552         | 1966年出售拆解 |

## 外部連結
- NavSource.org postwar diesel boat photo index （页面存档备份，存于）

## 另請參見
维基共享资源上的相關多媒體資源：美國梭魚級潛艇